# Musa Jammeh (Offizier, 1958)
Musa Jammeh (* 12. Dezember 1958 in Sintet; † 18. November 2007 in Banjul) war ein gambischer Offizier, er galt als führender Folterer des Regimes von Präsidenten Yahya Jammeh.

## Leben
Jammeh besuchte die Grundschule in Sintet und trat nach Abschluss der weiterführenden Schule 1982 der ehemaligen Gambia National Gendarmerie bei.
Um 2007 war er der Personenschützer von Präsident Jammeh, er gab sich selbst die Spitznamen Maliamungu (nach Isaac Maliyamungu, dem hochrangigen ugandischer Militärbeamten unter Diktator Idi Amin) und Chemical Ali (nach Ali Hasan al-Madschid, irakischer General und Vetter von Saddam Hussein, der aufgrund der von ihm befohlenen Giftgas-Einsätze von den westlichen Medien den Namen Chemical Ali bekam), er leitete die Killergruppe in Kanilai, dem Heimatdorf des Präsidenten. Die besagte paramilitärische Organisation ist weithin als Junglers bekannt.
Major Musa Jammeh, der als führender Folterer des Regimes von Präsident Yahya Jammeh gilt – so beschrieb ihm die Media Foundation for West Africa mit Sitz in Accra mit der Todesmeldung – starb am 18. November 2007 an den Folgen einer plötzlichen mysteriösen Erkrankung. Ein weiteres Mitglied der Truppe, Hauptmann Tumbul Tamba, starb wenige Monate zuvor im April 2007 unter denselben Umständen.
Die regierungsnahe Tagespresse The Observer berichtete damals unreflektiert von der Beisetzung Jammehs auf dem Friedhof Sanchaba Sulay Jobe in Serekunda. Nach deren Bericht sollen sich Tausende von Sympathisanten, Angehörige und Kondolanten eingefunden haben, um ihm die letzte Ehre zu erweisen. Auch Soldaten waren zahlreich erschienen. Es sprachen Imam Abdoulie Fatty von der State House Moschee, die Vizepräsidentin und Sondergesandte des Präsidenten Isatou Njie Saidy, Brigadegeneral Lang Tombong Tamba (der aus demselben Dorf wie der verstorbene Major Jammeh stammt). Anwesend waren auch der Oberste Richter, fast alle Kabinettsmitglieder, Mitglieder der Nationalversammlung, Sicherheitskräfte, Vertreter der Zivilgesellschaft, Seyfolu und Alkalolu. Als Personenschützer von Präsident Yahya Jammeh genoss Major Musa Jammeh hohes Ansehen.
Nach dem Wechsel des Regimes und Präsidentschaft von Adama Barrow untersuchte ab 2018 die Truth, Reconciliation and Reparations Commission (TRRC) die Vergangenheit des Regimes Yahya Jammeh in der Ära 1994 bis 2017 und gab ihren Abschlussbericht im November 2021 ab. Zahlreiche Opfer und Täter wurden angehört, viele Berichte betrafen Major Musa Jammeh. So berichtete unter anderem das Opfer Enssa Keita, wie er unter der Folter gelitten habe und sich nach seiner Flucht ins Ausland radikalisiert habe, er sei ins Land zurückgekehrt und hatte die Absicht Musa Jammeh und seine Familie mit einem Bombenattentat zu töten. Die TRRC konnte ihm davon abbringen.

## Auszeichnungen und Ehrungen
- vor 2007 – Member des Order of the Republic of The Gambia (MRG)
- vor 2007 – Distinguished Service Medal
- vor 2007 – Long Service and Good Conduct Medal
- 2009 – Grand Officer des Order of the Republic of The Gambia (GORG), posthumous[6]